# Kebelj
Kebelj este o localitate din comuna Slovenska Bistrica, Slovenia, cu o populație de 149 de locuitori.